# ویورتون، نیو ساوت ولز
ویورتون (به انگلیسی: Waverton) یک حومه شهر در استرالیا است که در نیو ساوت ولز واقع شده‌است.